# Paesi Bassi nella seconda guerra mondiale

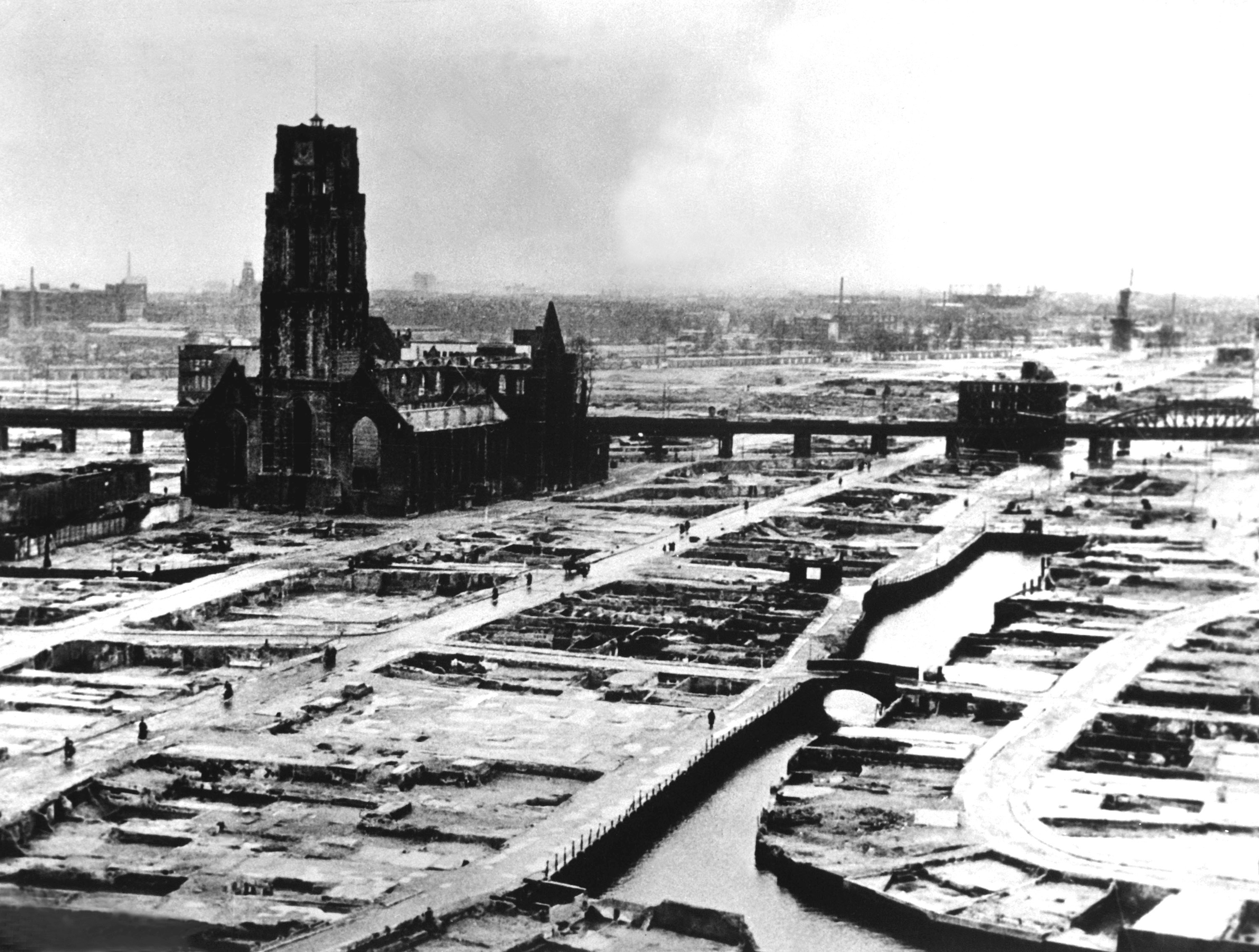
La città di Rotterdam dopo il bombardamento avvenuto con l'invasione tedesca dei Paesi Bassi nel maggio 1940

La storia dei Paesi Bassi durante la seconda guerra mondiale iniziò con l'invasione tedesca avvenuta il 10 maggio 1940. Il 15 maggio 1940, il giorno seguente al bombardamento di Rotterdam, le forze armate dei Paesi Bassi si arresero. La regina Guglielmina, la famiglia reale e un nucleo di circa 5 000 funzionari governativi e militari si rifugiarono a Londra, costituendo un governo in esilio.
A seguito della resa, i Paesi Bassi finirono sotto l'occupazione nazista, che durò, in alcune aree, fino alla resa tedesca presso la landa di Luneburgo avvenuta il 4 maggio 1945. I nazisti, subito dopo l'occupazione, instaurarono rapidamente un governo fantoccio, razionarono il cibo, ritirando le tessere di razionamento quale punizione. Imposero, inoltre, che ogni adulto di età compresa tra i 18 e i 45 anni andasse a lavorare nelle fabbriche tedesche o nei lavori pubblici.
Gli abitanti dei Paesi Bassi in larga maggioranza accettarono inizialmente l'occupazione e alcuni si dimostrarono zelanti collaborazionisti. I nazisti, d'altra parte, li consideravano come loro fratelli ariani e, sempre nelle prime fasi dell'occupazione, adottarono comportamenti meno spietati nei Paesi Bassi rispetto ad altre nazioni occupate.
La resistenza attiva fu portata avanti da una piccola minoranza che crebbe nel corso del tempo; così come in Germania, molti dei suoi membri provenivano da formazioni politiche socialdemocratiche, comuniste e cattoliche. La conformazione del territorio, la mancanza di foreste e montagne e la densità della popolazione ostacolarono le attività della resistenza, poiché risultava difficile nasconderne le attività; inoltre, il Paese era completamente circondato da territori controllati dai tedeschi. Il coinvolgimento nella resistenza comportava l'immediata esecuzione, se scoperti. Nel prosieguo della guerra, con il peggiorare delle condizioni, la resistenza divenne sempre più forte e organizzata.
I tedeschi, con la cooperazione della polizia locale, deportarono la popolazione ebraica nei campi di concentramento; i Paesi Bassi, più di ogni altro territorio occupato, videro uno dei più alti livelli di collaborazionismo durante l'olocausto. Il 75% degli ebrei del Paese furono uccisi durante il conflitto; una percentuale molto più alta di altri paesi occupati paragonabili, quali Belgio e Francia.
Buona parte del sud del Paese fu liberata nella seconda metà del 1944. Il resto, in particolare la parte occidentale, ancora sotto l'occupazione tedesca, soffrì un lungo inverno di fame e carestia, ricordato come Hongerwinter (inverno della fame). Il 5 maggio 1945, i Paesi Bassi furono infine liberati nella loro interezza in seguito alla resa totale delle forze tedesche.
Alla fine della guerra, si poterono contare ben 205 901 uomini e donne dei Paesi Bassi uccisi. I Paesi Bassi ebbero il più alto rapporto pro capite di morti rispetto alla popolazione residente di tutti gli altri paesi dell'Europa occidentale occupati dai nazisti, il 2,36%. Altri 30 000 nelle Indie orientali olandesi perirono per mano dei giapponesi, sia in combattimento sia in campi di prigionia. Negli stessi campi furono internati non solo militari, ma anche civili olandesi.

## Le circostanze

### Premessa (1914-1939)
Durante la prima guerra mondiale, i Paesi Bassi restarono neutrali ma mostrarono, neppur troppo celatamente, una simpatia verso i tedeschi. Nonostante la solidarietà con i vicini belgi, realizzatasi con l'accoglimento di centinaia di migliaia di rifugiati dal Belgio occupato dalle truppe tedesche, è proprio nei Paesi Bassi che l'imperatore Guglielmo II trovò, dal 1918 al 1933, asilo e protezione e, successivamente, dopo essere stato riabilitato dalla Germania nazista preferì rimanere sino alla morte. Anthony Fokker, il celebre progettista di aerei da combattimento tedeschi della prima guerra mondiale, era olandese. Inoltre, secondo i belgi, 70 000 soldati tedeschi riuscirono a fuggire e tornare a casa con una "facilità sospetta". In conseguenza della neutralità, i Paesi Bassi non furono coinvolti nel Trattato di Versailles. L'economia del paese, sia pur indirettamente, subì tuttavia le conseguenze finanziarie delle riparazioni di guerra che la Germania fu costretta a pagare. Inoltre molti bambini tedeschi, austriaci, e ungheresi furono collocati in famiglie affidatarie nei Paesi Bassi.

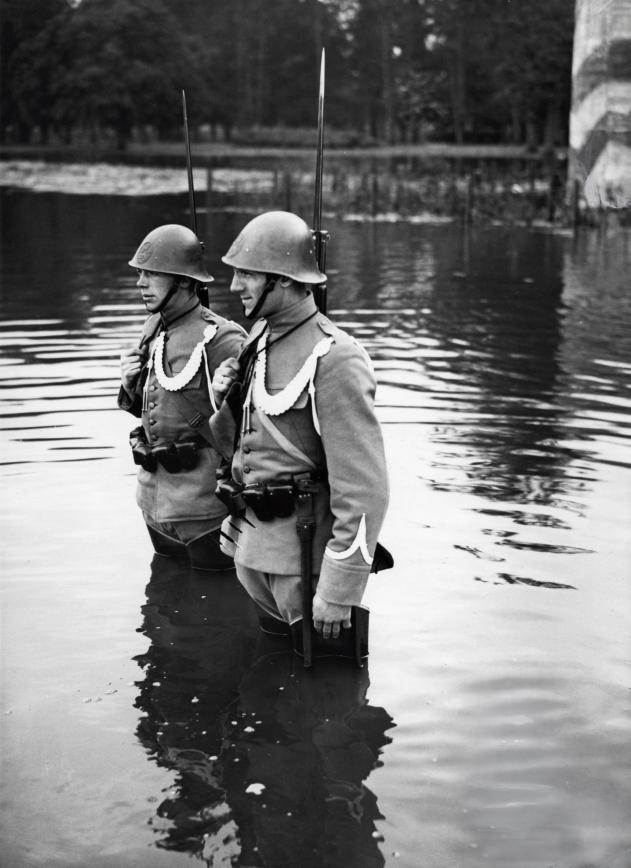
Militari dei Paesi Bassi a guardia del confine con la Germania subito dopo la mobilitazione, 1939

Tra le due guerre, i Paesi Bassi soffrirono, come il resto del mondo, la grande depressione seguita al crac finanziario del 1929. Il primo ministro Hendrikus Colijn condusse allora una politica del fiorino forte, evitando così l'iperinflazione che colpì nello stesso periodo la Germania. La politica monetaria portò, come conseguenza, una forte disoccupazione e povertà in tutto il Paese, di fatto, amplificate dalla grande depressione. Questa situazione contribuì alla nascita degli ideali nazisti. Anton Mussert fondò il Nationaal-Socialistische Beweging (NSB) (Movimento Nazional Socialista) che alle elezioni del 1935 ottenne l'8% dei voti e, successivamente, durante l'occupazione tedesca, fu l'unico soggetto politico autorizzato a operare nei Paesi Bassi.
Come conseguenza della crisi economica, ma anche per le spinte interne contrarie alla guerra, il bilancio della difesa rimase basso e il Paese restò al di fuori della corsa agli armamenti già in atto in altri Paesi europei.
Nel 1939, con la guerra già dichiarata tra l'Impero britannico, la Francia e la Germania, il governo tedesco inviò una garanzia di neutralità ai Paesi Bassi:
(Garanzia di neutralità tedesca, 6 ottobre 1939)
Nonostante ciò, i militari dei Paesi Bassi furono, a partire dall'agosto del 1939, gradualmente mobilitati, raggiungendo la piena operatività nell'aprile del 1940.

### L'invasione tedesca (maggio 1940)
Quando, nel 1939, la Gran Bretagna e la Francia dichiararono guerra alla Germania, i Paesi Bassi, così come fecero nel primo conflitto mondiale, si dichiararono neutrali. L'invasione tedesca dei Paesi Bassi costituì parte del piano tedesco Fall Gelb, l'attacco a Occidente voluto da Adolf Hitler una volta conclusa vittoriosamente la campagna di Polonia, e che avrebbe portato la Wehrmacht alla conquista della Francia. La violazione della neutralità dei Paesi Bassi e del Belgio, nei piani tedeschi, si rese indispensabile per aggirare la linea Maginot, linea di difesa posta dai francesi sul loro confine orientale, e per evitare possibili attacchi britannici via mare. La campagna, iniziata il 10 maggio 1940, venne condotta velocemente, secondo i dettami della guerra lampo, completando la conquista del Paese in soli cinque giorni. Malgrado la sproporzione delle forze in campo, l'esercito olandese oppose una strenua resistenza a Afsluitdijk, Grebbeberg e nella Zelanda. L'Aia subì un attacco da parte dei paracadutisti tedeschi, il cui obiettivo era la cattura della famiglia reale. L'attacco incontrò un'inaspettata resistenza, fallendo l'obiettivo prefissato, cosicché, i reali, seguiti a breve dai membri del governo, riuscirono a fuggire, riparandosi a Londra.

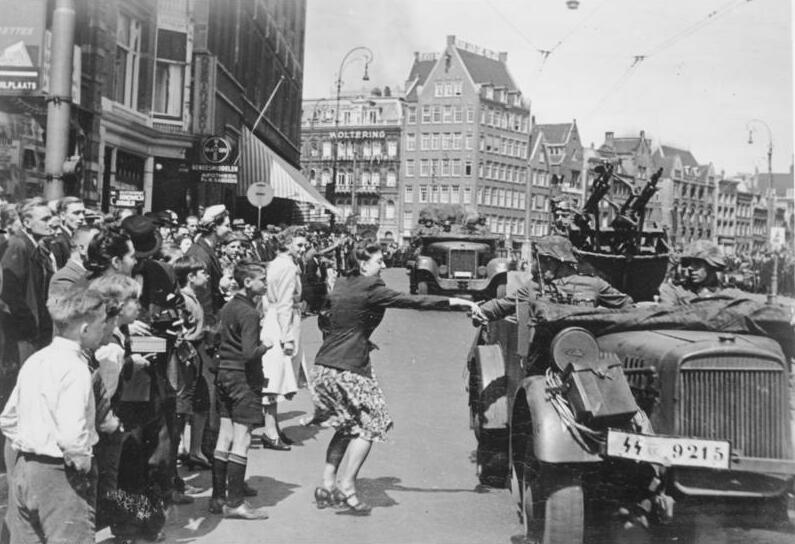
Truppe tedesche entrano ad Amsterdam

Gli olandesi, pur avendo una formidabile arma di difesa a disposizione, decisero di non utilizzarla. Distruggendo le dighe e allagando i polder, infatti, sarebbe stato possibile far diventare molte regioni costiere delle isole, rendendo molto più complessa l'invasione da parte dei tedeschi. Anche se gli allagamenti avrebbero risparmiato le principali città dei Paesi Bassi, difendendole dall'avanzata tedesca, il governo decise di non procedere col piano al fine di risparmiare le vite degli abitanti dei villaggi circostanti che avrebbero subito le inondazioni.
Il 14 maggio, i tedeschi, lanciarono un ultimatum esigendo la resa del porto di Rotterdam, altrimenti la stessa città sarebbe stata bombardata. Poco dopo la scadenza dell'ultimatum, fu annunciata la resa, ma fu troppo tardi per richiamare la prima parte degli aerei già inviati a bombardare la città. Questo fu dovuto a un problema di comunicazione dato che, nonostante il tentativo effettuato di fermare il primo squadrone attraverso il lancio di razzi di segnalazione, i piloti tedeschi non poterono vederli a causa del fumo presente nell'aria. Alla fine si contarono 800 morti e 78 000 senzatetto.

#### La resa

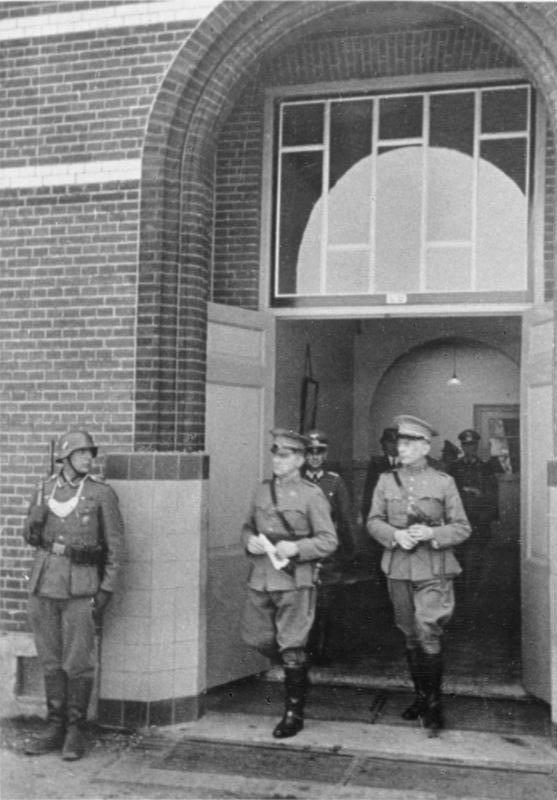
Henri Winkelman (al centro), subito dopo la firma della resa, 15 maggio 1940

Gli alti comandi olandesi rimasero scioccati dal bombardamento di Rotterdam. Sapendo che le forze armate erano a corto di munizioni e di approvvigionamenti, e dopo aver ricevuto la notizia che alla città di Utrecht era stato dato un ultimatum simile a quello di Rotterdam, il Generale Henri Winkelman, capo di stato maggiore delle forze armate dei Paesi Bassi, si consultò con gli altri generali olandesi i quali decisero che qualsiasi altra resistenza all'invasore sarebbe stata inutile. Nel pomeriggio del 14 maggio, Winkelman inviò un messaggio al proprio esercito ordinando la resa:
Con grande superiorità dei mezzi più moderni [il nemico] è riuscito a spezzare la nostra resistenza. Non abbiamo nulla di cui rimproverarci in relazione a questa guerra. Il vostro atteggiamento e quello delle forze [armate] è stato calmo, fermo nell'obiettivo e degno dei Paesi Bassi.
Mantenete questo atteggiamento. Non dimenticate che siete olandesi e che il Regno dei Paesi Bassi, anche se la Patria sarà in gran parte occupata dal nemico, non ha cessato di esistere. Alla fine della guerra i Paesi Bassi saranno di nuovo a testa alta ed una nazione libera ed indipendente. Lunga vita alla Regina.»
(Generale Henri Winkelman, 14 maggio 1940)
La resa delle forze armate dei Paesi Bassi avvenne il 15 maggio, subito dopo il bombardamento di Rotterdam, anche se i soldati olandesi continuarono a combattere contro gli invasori nella Zelanda, sotto controllo francese. La resa definitiva avvenne il 17 maggio, dopo il bombardamento di Middelburg.
Durante la campagna, durata 4 giorni, 2 300 soldati olandesi furono uccisi e 7 000 furono feriti. Inoltre rimasero uccisi più di 3 000 civili. L'esercito tedesco perse 2 200 uomini e oltre 7 000 furono feriti. Oltre a ciò, 1 300 soldati tedeschi furono catturati dagli olandesi, soprattutto nella zona de L'Aia, e inviati nel Regno Unito, dove rimasero per tutta la durata del conflitto come prigionieri di guerra.

## L'occupazione tedesca
La resa dei Paesi Bassi dette inizio a un rigido regime di occupazione da parte della Germania, sotto il Reichskommissar Arthur Seyß-Inquart, che avrebbe avuto termine solo con la liberazione del Paese, avvenuta nel maggio del 1945. Concluse le operazioni militari furono imposte dagli occupanti le prime regole amministrative, quali l'introduzione della carta d'identità, fino a quel momento mai utilizzata nei Paesi Bassi, e l'obbligo per i funzionari statali della dichiarazione di arianismo.

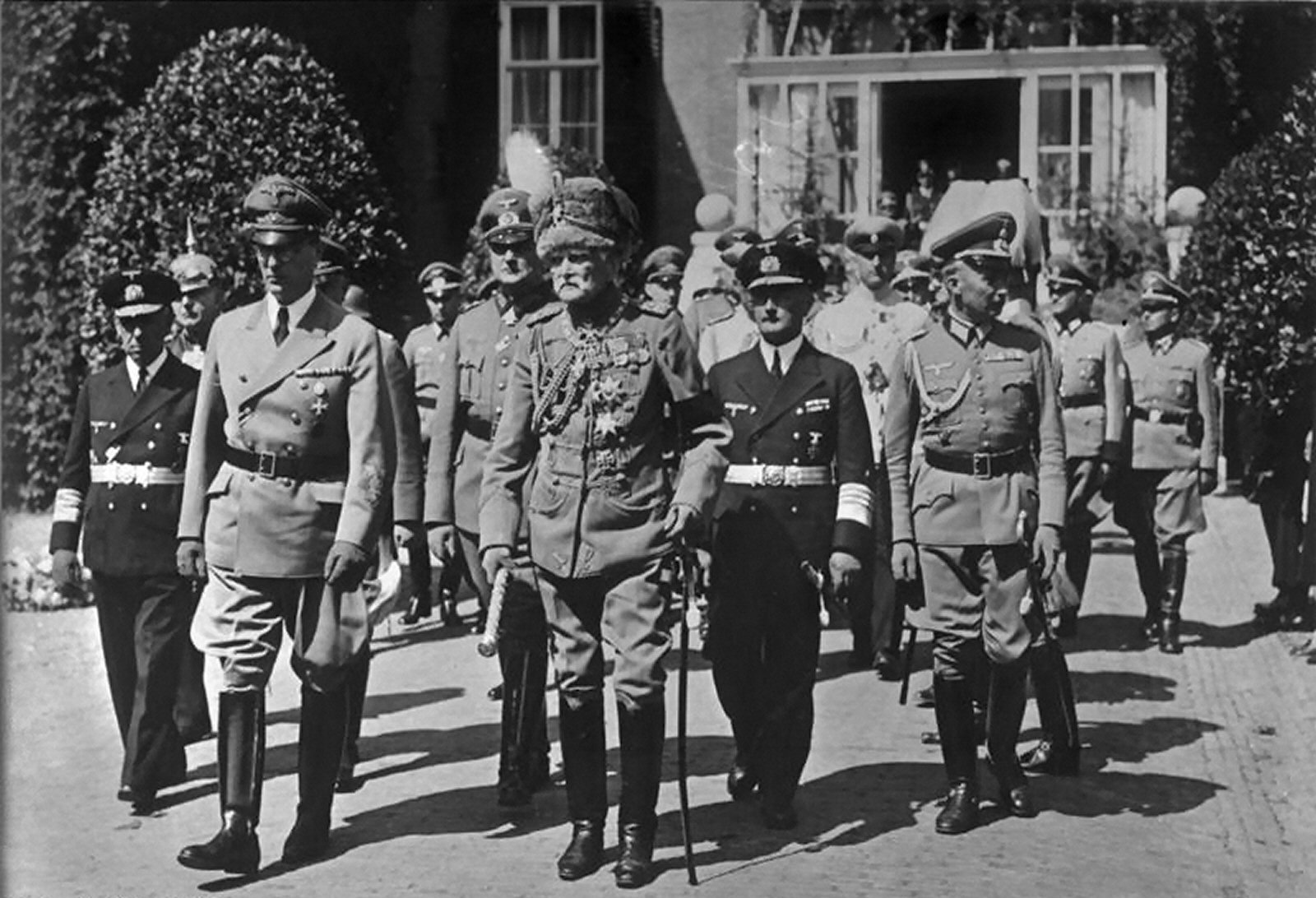
Arthur Seyß-Inquart (secondo da sinistra), Reichskommissar dei Paesi Bassi durante l'occupazione

Tra i fattori che contribuirono a una sorta di acquiescenza nei confronti dell'occupante, concretizzata dapprima nel ritardo della creazione di una "rete" di resistenza, e successivamente nella collaborazione con i nazisti, vi fu la naturale avversione degli olandesi per il comunismo, che essi consideravano, in massima parte, espressione peggiore del nazismo.
Nei piani di Hitler i Paesi Bassi avrebbero dovuto ricevere un trattamento di favore, in quanto i suoi abitanti appartenevano alla cosiddetta Heimat, ossia la stirpe che raggruppava tutti i popoli di etnia tedesca; tuttavia la realtà delle persecuzioni contro gli ebrei, con la limitazione dei loro diritti e la creazione degli Joodsche Raad, i "consigli ebraici", sul modello degli Judenräte realizzati in Polonia nel Governatorato Generale, perpetrate dalle SS e dalle weer-afdeling, le formazioni paramalitari del Nationaal-Socialistische Beweging - NSB (Partito Nazionalsocialista dei Paesi Bassi), fecero mutare l'atteggiamento della popolazione, che divenne progressivamente sempre più ostile.e La chiusura del quartiere ebraico di Amsterdam e la cattura di oltre 400 persone, il 22 febbraio 1941 rischiò di provocare un'aperta rivolta al governo di occupazione.
Solo una minoranza della popolazione era però d'accordo con il nazionalsocialismo. I Paesi Bassi furono uno dei pochi paesi, insieme a Grecia, Lussemburgo e Danimarca dove la popolazione manifestò apertamente la contrarietà al regime attraverso scioperi. I numerosi scioperi di protesta furono il primo segnale del fallimento della politica di Seyß-Inquart. Tra i più importanti si ricordano: 
- lo sciopero di febbraio 1941 ad Amsterdam, contro la deportazione degli ebrei;[10]
- gli scioperi di aprile-maggio 1943 contro il progetto tedesco di rinchiudere nuovamente nei campi di prigionia gli ex-militari olandesi che avevano combattuto contro di loro; sciopero che scatenò una decisa reazione degli invasori, che, a seguito del quale, instaurarono la legge marziale;[11]
- lo sciopero ferroviario nel settembre del 1944 per sostenere l'avanzata dell'esercito britannico.[12]

### La famiglia reale
La fuga della regina verso il Regno Unito era già stata pianificata alla fine del 1939. Il 13 maggio 1940, in seguito all'invasione tedesca, la regina Guglielmina lasciò L'Aia e, portando con sé tutta la famiglia reale, si imbarcò sul cacciatorpediniere britannico HMS Hereward, che la condusse nel Regno Unito. La regina riparò a Londra, pianificando di ritornare in patria il più presto possibile. La fuga, avvenuta lasciando il popolo sotto l'occupazione nazista, fu considerata da alcuni un atto di codardia.
La regina e il principe Bernardo rimasero a Londra, partecipando attivamente al governo del Paese, mentre la principessa Giuliana vi rimase per un mese prima di portare le figlie a Ottawa, capitale del Canada, dove visse a Stornoway House nel sobborgo di Rockcliffe Park.

#### La regina Guglielmina
Una volta a Londra, la regina si prese carico della gestione del governo dei Paesi Bassi in esilio, definendo la catena di comando. Attraverso Radio Oranje diffuse i propri messaggi alla nazione. I suoi discorsi, trasmessi a tarda notte, erano molto attesi dal popolo, il quale doveva nascondersi per ascoltarli illegalmente. La regina assunse una netta posizione contro il nazismo arrivando a definire Adolf Hitler "l'arci nemico del genere umano".
La regina, tra il 24 giugno e l'11 agosto 1942, fu ospite del governo degli Stati Uniti soggiornando a Lee, Massachusetts. Durante il soggiorno visitò le città di New York, Boston e Albany ed ebbe l'opportunità il 5 agosto 1942, prima regina nella storia, di tenere un discorso al Congresso degli Stati Uniti.
Durante il suo periodo di permanenza in Inghilterra, la regina si salvò da una bomba che uccise molte delle sue guardie e danneggiò gravemente la sua casa di campagna situata nel borough di Hertsmere. Nel 1944 la regina Guglielmina fu inoltre insignita del più antico ed elevato ordine cavalleresco del Regno Unito, l'Ordine della Giarrettiera. Winston Churchill la definì "l'unico vero uomo del governo in esilio dei Paesi Bassi".
Prima della fine della guerra, nel marzo del 1945, si recò nelle aree già occupate dagli Alleati nel sud dei Paesi Bassi; in particolare, visitò l'isola di Walcheren e la città di Eindhoven dove ricevette un'accoglienza entusiastica da parte della popolazione locale.

#### Il principe Bernardo
Il principe Bernardo, tedesco di nascita, acquisì una prima popolarità agli occhi del popolo olandese quando, durante l'invasione tedesca, armato di mitragliatrice, organizzò le guardie del palazzo reale in un gruppo di combattimento e difesa aerea. In disaccordo con la regina, il giovane Bernardo, a quel tempo ventottenne, manifestò l'intenzione di rimanere in patria per difenderla dall'invasione nazista. Alla fine, però, accettò di trasferirsi assumendo l'incarico di capo della Missione Militare Reale dei Paesi Bassi a Londra.
Una volta in Inghilterra, il principe chiese di lavorare per l'intelligence britannica ma, l'ammiragliato di guerra prima, il Comando Alleato alle dipendenze del Generale Eisenhower dopo, non gli dettero la fiducia necessaria a concedergli l'accesso a informazioni riservate. Comunque, grazie all'intercessione del suo amico e ammiratore re Giorgio VI, il quale era anche un discendente della nobiltà tedesca attraverso il bisnonno principe Alberto di Sassonia-Coburgo-Gotha, e dopo essere stato personalmente valutato dall'ufficiale dei servizi segreti britannici Ian Fleming, gli fu concesso di lavorare presso il Consiglio Alleato di Pianificazione della Guerra.
Il 25 giugno 1940, tre giorni dopo la resa della Francia, Bernardo, parlando a una trasmissione del servizio europeo della BBC, definì Hitler tiranno tedesco ed espresse la sua fiducia nella capacità dei britannici di sconfiggere il Terzo Reich. Nello stesso anno, il capitano della RAF (Flight Lieutenant) Murray Payne istruì il principe come pilota di Spitfire.
Nel 1941, al principe Bernardo fu assegnato il grado onorario di tenente colonnello della RAF (Wing Commander). Il principe accumulò più di 1000 ore di volo presso il 322º squadrone Dutch della RAF. Tra le sue missioni sull'Europa occupata si annoverano gli attacchi alle basi di lancio dei missili V-1 e il bombardamento di Pisa, oltre ad attività antisommergibile nell'Atlantico e di ricognizione oltre le linee nemiche. Oltre al già citato Spitfire, il principe prestò servizio anche sui B-24 Liberator, B-25 Mitchell e L-5 Grasshopper.
Il principe, inoltre, si adopererò a organizzare il movimento di resistenza olandese e assunse le funzioni di segretario personale della regina. La regina Guglielmina, seguendo una prassi incostituzionale, promosse il principe al grado di Generale. Nessuno nel governo, in particolare il Ministro della Difesa, decise di ricorrere contro tale decisione.
Nel 1944, il principe Bernardo diventò comandante delle forze armate dei Paesi Bassi. Dopo la liberazione, fu molto attivo nelle negoziazioni per la resa tedesca. Il 5 maggio 1945 egli fu presente durante le negoziazioni per l'armistizio presso l'Hotel de Wereld (Hotel il Mondo) a Wageningen nel cui frangente evitò di parlare in tedesco.

#### La principessa Giuliana

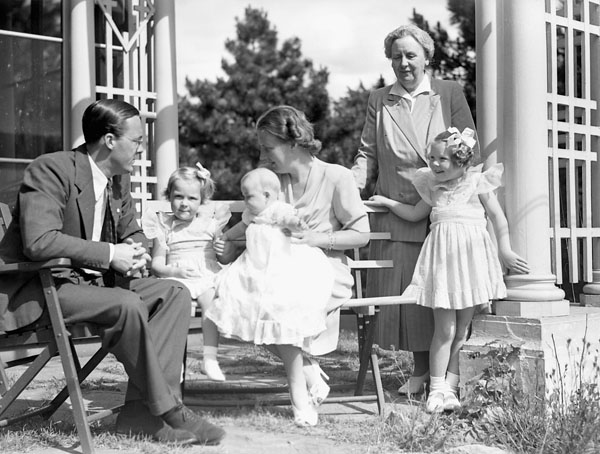
La principessa Giuliana con la madre, il marito e le figlie a Ottawa

La principessa Giuliana durante il soggiorno a Ottawa, decise di mandare i figli in una scuola pubblica, non si fece mai chiamare "Vostra Maestà", ma solo "Signora", condusse una vita normale andando, ad esempio, a fare la spesa personalmente e fu così che si fece amare e rispettare anche aiutando con le proprie forze chi era in difficoltà.
Quando nacque la terza figlia dei principi, Margherita, il Governatore Generale del Canada, il principe Alexander di Teck, si fece garante per l'approvazione di un consenso reale per la dichiarazione delle stanze della principessa Giuliana all'ospedale civile di Ottawa come extraterritoriali, così che la neonata avrebbe avuto esclusivamente la nazionalità dei Paesi Bassi. Se non fosse stato preso questo accorgimento, la principessa Margherita non avrebbe potuto accampare diritti nella linea di successione al trono dei Paesi Bassi. Per questa circostanza, la regina Guglielmina e il principe Bernardo lasciarono Londra per ricongiungersi, per un breve periodo, al resto della famiglia.
Ritornò nei Paesi Bassi con un aereo da trasporto militare il 2 maggio 1945, ricongiungendosi alla madre nella città di Breda, già completamente liberata dai nazisti.

### Il governo in esilio
Nel maggio 1940, subito dopo la fuga della regina, anche i membri del governo dei Paesi Bassi, guidato allora dal Primo Ministro De Geer fuggirono a Londra. La sede del governo fu fissata presso la Stratton House nell'area di Piccadilly, di fronte a Green Park.
La speranza degli olandesi di liberare il Paese fu riposta nei britannici e nei francesi, ma tra la fine di maggio e l'inizio di giugno dovettero arrendersi all'evidenza con la capitolazione del Belgio del 28 maggio e la disfatta francese e la ritirata britannica da Dunkerque conclusasi il 4 giugno. Tutte le speranze furono definitivamente abbandonate qualche settimana più tardi, quando, con il secondo armistizio di Compiègne, la Francia depose le armi. 

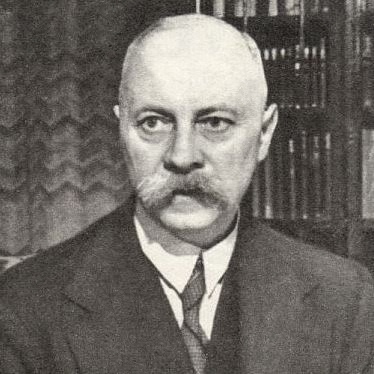
Pieter Sjoerds Gerbrandy

Dopo la resa della Francia, i tedeschi insediarono il governo fantoccio di Vichy. Questo causò tensioni tra la regina e il governo, in particolare col primo ministro De Geer, il quale, non credendo nella capacità degli Alleati di battere i nazisti, mostrò la propria intenzione di collaborare con Hitler e ritornare in patria per sottoscrivere una pace separata. Ma alla fine, la regina Guglielmina, forte anche della popolarità personale e del rispetto che godeva presso i leader mondiali, riuscì a dissuaderlo dall'accettare l'invito dei tedeschi.
Il governo in esilio controllava ancora le Indie orientali olandesi, l'attuale Indonesia, con tutte le sue risorse: all'epoca erano il terzo produttore di petrolio dopo gli Stati Uniti e l'Unione Sovietica. Le riserve di petrolio e la flotta olandese risultarono così essere di grande interesse strategico per i britannici. Dopo che il Giappone costrinse il governo di Vichy a concedere i diritti per utilizzare la base di transito di Haiphong e diversi campi d'aviazione nell'Indocina francese, la regina Guglielmina, appoggiata da altri politici olandesi, si decise a rimuovere dall'incarico Dirk Jan de Geer e a dare il mandato di primo ministro a Pieter Sjoerds Gerbrandy, più incline a combattere a fianco degli inglesi.
Gerbrandy si adoperò, con Churchill e Roosevelt, per agevolare l'ingresso degli Stati Uniti in guerra. Aruba e Curaçao diventarono le principali raffinerie di supporto agli Alleati. Tra il 1940 e il 1942 Aruba fu protettorato britannico, mentre successivamente, tra il 1942 e il 1945 fu protettorato statunitense. Il 23 novembre 1941, con il benestare del governo dei Paesi Bassi in esilio, gli Stati Uniti occuparono la Guiana olandese per proteggere le miniere di bauxite.
Il governo istituì due diversi servizi segreti: il Bureau Inlichtingen - BI (Ufficio Informazioni), dedicato principalmente alle attività di intelligence, e il Bureau Bijzondere Opdrachten - BBO (Ufficio Incarichi Speciali), dedicato principalmente alle operazioni sul campo a fianco della resistenza.

### La vita nei Paesi Bassi occupati
Al contrario di Francia e Danimarca, le quali avevano un proprio governo, e il Belgio sotto il controllo militare tedesco, i Paesi Bassi erano controllati da un governatore civile, l'austriaco Arthur Seyss-Inquart. La ragione principale per cui i tedeschi instaurarono il governo civile sotto controllo tedesco, il Reichskommissariat Niederlande, fu il rifiuto del governo dei Paesi Bassi di fare ritorno in patria dopo l'occupazione tedesca.

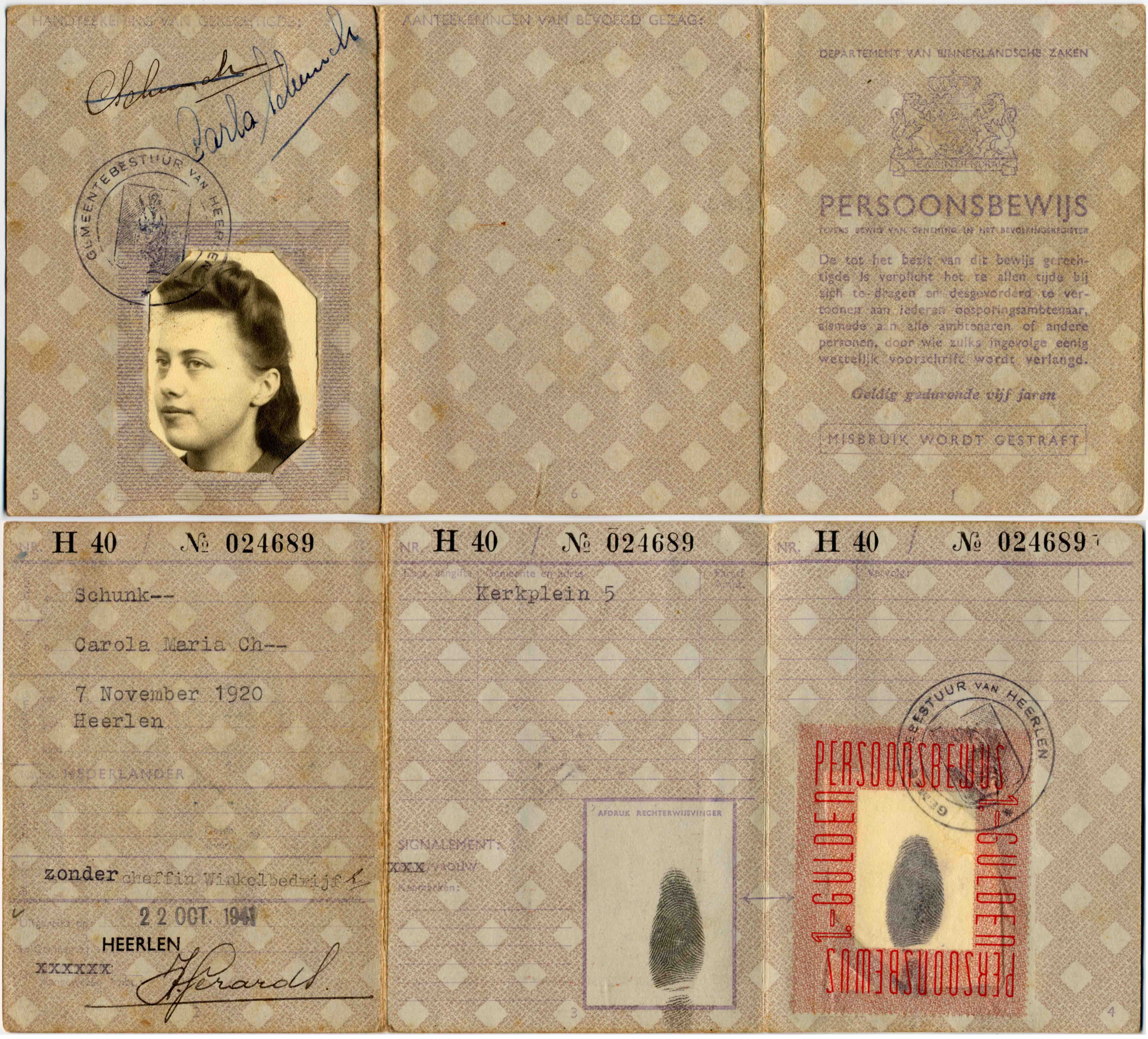
Carta di identità introdotta dagli invasori nazisti

Gli occupanti tedeschi avviarono nei Paesi Bassi, così come avevano già fatto in Germania, la politica del Gleichschaltung (variamente traducibile come sincronizzazione, coordinamento, allineamento, messa in riga), ovvero il processo compiuto dal regime per esercitare un controllo totale sull'individuo attraverso la coordinazione di tutti gli aspetti della società, della politica e del commercio. Il maggior obiettivo di questa politica era di orientare il pensiero di ogni cittadino in una direzione compatibile con l'ideologia ufficiale del Partito Nazionalsocialista Tedesco, eliminando ogni forma di individualismo. In quest'ottica fu avviata la sistematica eliminazione di tutte le organizzazioni non naziste. I primi a farne le spese furono i partiti e in particolare il Sociaal-Democratische Arbeiderspartij - SDAP (Partito Socialdemocratico dei Lavoratori) e il Communistische Partij Nederland - CPN (Partito Comunista dei Paesi Bassi), già dichiarati fuorilegge nel 1940; l'anno seguente anche tutti gli altri partiti, con l'eccezione del Nationaal-Socialistische Beweging - NSB (Partito Nazionalsocialista dei Paesi Bassi), seguirono la stessa sorte.
Il Gleichschaltung fu un trauma per la popolazione, tradizionalmente abituata ad avere una società pillarizata, con istituzioni separate per ciascuno dei gruppi religiosi. Tale processo fu avversato dalla Chiesa cattolica nei Paesi Bassi, tanto che i vescovi del Paese esortarono i cittadini ad abbandonare tutte le istituzioni che erano state "nazificate".
L'Arbeitseinsatz, ovvero la coercizione dei civili per i lavori forzati, fu imposta nei Paesi Bassi, obbligando ogni uomo di età compresa tra i 18 e i 45 anni a lavorare nelle industrie belliche a servizio dell'invasore tedesco, diventando, tra le altre cose, un obiettivo privilegiato dei bombardamenti Alleati. Coloro i quali non accettarono questa imposizione furono costretti alla clandestinità.
Dato che i generi alimentari prodotti nei Paesi Bassi venivano sistematicamente portati via dagli invasori, si rese necessario il razionamento attraverso l'introduzione di un sistema di tessere annonarie.

## Il collaborazionismo

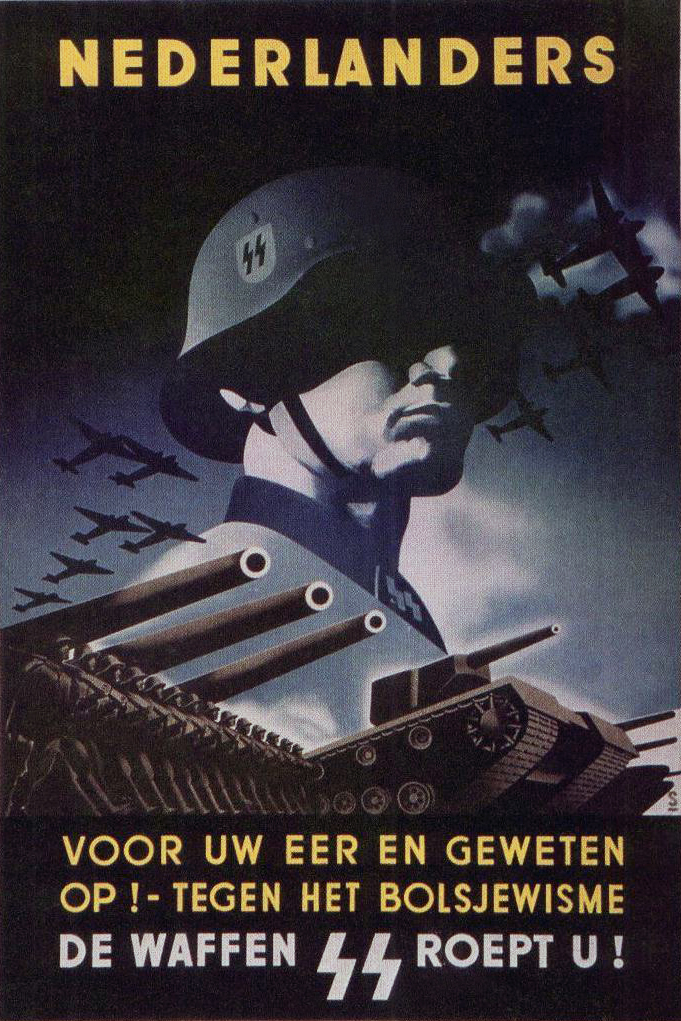
Poster di reclutamento delle SS con lo slogan "Per il tuo onore e coscienza! Contro il bolscevismo! Arruolati nelle Waffen SS."

Subito dopo lo scoppio della seconda guerra mondiale, le simpatie del Movimento Nazional Socialista (NSB) furono per la Germania; nonostante ciò rimasero favorevoli alla neutralità dei Paesi Bassi. Nel maggio del 1940, con l'inizio dell'invasione tedesca, circa 10 000 membri e simpatizzanti dell'NSB furono incarcerati su ordine del governo legittimo dei Paesi Bassi. Costoro,dopo la resa olandese del 14 maggio 1940, furono liberati dalle truppe tedesche. Nel giugno del 1940, il leader dell'NSB, Anton Mussert tenne un discorso a Lunteren nel quale esortò gli olandesi ad abbracciare l'ideologia dell'invasore tedesco e di rinunciare alla monarchia, avendo la famiglia reale abbandonato i Paesi Bassi alla volta di Londra.
Non tutti gli olandesi si opposero attivamente o passivamente all'invasore tedesco. Alcuni decisero, e altri furono forzati, a collaborare col regime tedesco se non addirittura ad arruolarsi nelle forze armate tedesche. Altri ancora, come ad esempio i membri della cosiddetta Kolonne Henneicke, braccio investigativo del Zentralstelle für jüdische Auswanderung (Ufficio centrale per l'emigrazione ebraica) erano attivamente coinvolti nella cattura e nella conseguente consegna ai tedeschi di ebrei nascosti. Si stima che la Kolonne Henneicke catturò 8 000-9 000 ebrei olandesi segnandone la sorte con l'invio ai campi di sterminio.
L'NSB, a partire dal 1941 fu l'unico partito autorizzato nei Paesi Bassi e fu attivamente coinvolto nella collaborazione con gli occupanti tedeschi. Allora, quando la Germania sembrava ancora la certa vincitrice della guerra, circa il 3% della popolazione adulta maschile era iscritta all'NSB e i suoi tesserati arrivarono a essere 100 000. L'NSB giocò un ruolo importante nel governo locale e nel servizio civile; tutti i borgomastri nominati dal governo di occupazione nazista, erano membri dell'NSB.
L'attività dell'NSB non si limitò al controllo e alla repressione dei fenomeni di ribellione ma, sfruttando l'avversione della maggioranza della popolazione per il comunismo, condusse anche una intensa campagna di reclutamento tanto che nel giugno del 1941, nei giorni che precedettero l'inizio dell'operazione Barbarossa, circa 30 000 giovani si presentarono per arruolarsi nelle Waffen-SS.
Le Nederlandsche SS furono istituite l'11 settembre 1940 e arrivarono a contare circa 7 000 membri e, pur essendo principalmente una formazione politica, funsero da riserva per le Waffen-SS. Le loro uniformi erano basate su quelle delle SS tedesche. Successivamente venne istituita la Legione volontaria dei Paesi Bassi (in olandese Vrijwilligerslegioen Nederland e in tedesco SS-Freiwilligen Legion Niederlande) il cui personale transitò nei reparti volontari (in tedesco Freiwilligen) delle Waffen SS destinati a operare principalmente sul fronte orientale. Le unità così costituite furono la 4. SS-Freiwilligen-Panzergrenadier-Brigade Nederland inquadrata nella 11. SS Freiwilligen-Panzergrenadier-Division "Nordland" e la 23. SS-Freiwilligen-Panzergrenadier-Division "Nederland". Su un totale compreso tra 20 000 e 25 000 volontari olandesi si arruolarono nelle Waffen-SS, ma anche nella Heer, molti di essi andarono, oltre che nelle già citate unità, nella 34. SS-Freiwilligen-Grenadier-Division "Landstorm Nederland" che operò principalmente nel Belgio e nei Paesi Bassi sia come forza di polizia sia come forza di difesa. Coloro i quali seppur volontari, non furono accettati nelle truppe regolari naziste, andarono a riempire le file della Nederlandse Landwacht, un'organizzazione paramilitare che, secondo le intenzioni di Mussert, doveva costituire un embrione di un nuovo esercito dei Paesi Bassi.
Dopo la resa tedesca l'NSB fu dichiarata fuorilegge e molti dei suoi membri furono arrestati. Solo pochi di essi, però, furono processati e di questi, solo a un'esigua minoranza fu sentenziata la condanna a morte. Tra questi, Mussert, che fu fucilato il 7 maggio 1946.

## La resistenza

### Sciopero del febbraio 1941

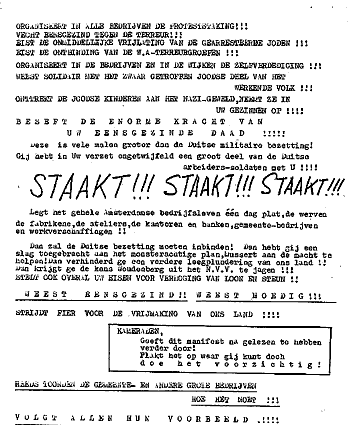
Volantino dello sciopero

All'inizio della guerra, la popolazione ebraica dei Paesi Bassi era molto alta. Amsterdam, la più grande città del Paese, ha avuto una comunità ebraica particolarmente grande che viveva soprattutto nei quartieri di Crash e Waterlooplein. Nel febbraio 1941 iniziarono le prime incursioni di Amsterdam, organizzate dal governatore nazista dei Paesi Bassi Arthur Seyss-Inquart, a seguito degli scontri dell'11 febbraio nelle strade del quartiere ebraico di Waterlooplein causati dal partito nazista olandese, la NSB e dai suoi bracci armati, i Weerbaarheidsafdeling - WA. Il Reichskommissar Seyss-Inquart non era stato accettato degli abitanti di Amsterdam e pochi erano coloro che aderivano alla NSB.
Il 25 febbraio 1941 il Communistische Partij Nederland - CPN (Partito Comunista dei Paesi Bassi) proclamò uno sciopero generale, noto poi come lo sciopero di febbraio, in risposta alla deportazione della popolazione ebraica di Amsterdam nei campi di concentramento. Questo sciopero fu rapidamente represso ma fu uno straordinario atto di coraggio anti-nazista. Il Fronte Marx-Lenin-Luxemburg, formato da un certo numero di membri del Partito Comunista, compreso Henk Sneevliet, fu l'organizzazione più attiva dietro lo sciopero di febbraio. L'intera sua dirigenza venne catturata e giustiziata nell'aprile del 1942.
Questo può essere definito il primo atto di resistenza contro i nazisti nei Paesi Bassi.

### La resistenza olandese

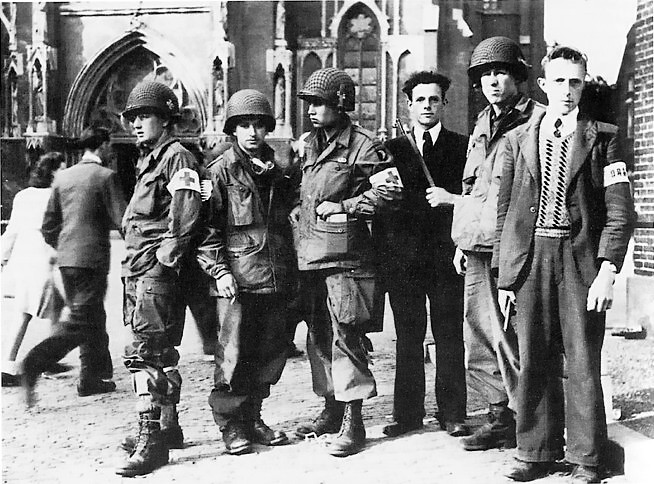
Membri della resistenza olandese di Eindhoven con soldati della 101ª Divisione Aviotrasportata davanti alla cattedrale di Eindhoven durante l'operazione Market Garden nel settembre 1944

La resistenza olandese all'occupazione nazista si sviluppò molto lentamente ma il numero di attivisti crebbe col prosieguo dell'occupazione e il suo ruolo divenne fondamentale per gli Alleati a partire dal 1944 attraverso attività di controspionaggio, sabotaggi e costituzione di reti di comunicazioni clandestine. Essere scoperti dai nazisti a operare in queste attività voleva dire un'immediata sentenza di morte. Le attività di controspionaggio furono realizzate attraverso l'infiltrazione di alcuni dei membri della resistenza nelle file dei collaborazionisti. Alla fine della guerra fu però difficile per coloro i quali si erano prestati al doppio gioco, poter dimostrare di non essere stati dalla parte dei nazisti.
I primi gruppi appartenenti alla resistenza olandese iniziarono a organizzarsi pochi mesi dopo l'invasione tedesca. Tra le prime formazioni vi furono l'Ordedienst - OD (Ordine di Servizio), composto da ex ufficiali dell'esercito e legato al governo in esilio, e il Raad van Verzet - RVV (Consiglio della Resistenza), formato da membri del Partito Comunista; i rapporti tra le due organizzazioni tuttavia rimasero tesi, analogamente a quelli tra la sezione olandese dello Special Operations Executive britannico e il braccio operativo dei servizi segreti del governo in esilio, il Bureau Bijzondere Opdrachten, contrasti che minarono il coordinamento della rete di resistenza olandese.
Uno dei principali compiti dell'Ordedienst, era la preparazione del ritorno del governo dei Paesi Bassi in esilio, e il suo sottogruppo, il Geheime Dienst Nederland - GDN (Servizio Segreto Olandese), che era il braccio informativo dell'OD, lavorava in stretto contatto con i servizi segreti ufficiali del governo dei Paesi Bassi in esilio, il Bureau Inlichtingen. Nel novembre del 1941 l'intelligence tedesca dell'Abwehr riuscì ad avere accesso ai collegamenti radio tra l'OD e il SOE di Londra, mettendo in atto una vasta operazione di controspionaggio, l'operazione Nordpol, meglio nota come Englandspiel o "gioco inglese", che inflisse gravissimi danni alla resistenza, di fatto privandola di gran parte delle sue capacità militari.
Molto efficace si dimostrò la resistenza civile, in particolare nell'aiuto fornito agli onderduikers (i sommersi), ovvero le persone costrette a nascondersi dai tedeschi, tra cui uomini tra i 18 e i 45 anni destinati ai lavori forzati, intere famiglie ebree e piloti di aerei Alleati abbattuti. Diverse erano le organizzazioni impegnate in questo scopo, tra cui la più importante fu la Landelijke Organisatie voor Hulp aan Onderduikers - LO (Organizzazione Nazionale per l'aiuto alle persone nascoste). Anche molti medici ebbero un ruolo attivo nel nascondere gli onderduikers. A Heerlen un intero piano dell'ospedale fu nascosto ai tedeschi e persino Willem Johan Kolff, uno dei massimi esponenti dell'ingegneria biomedica e futuro padre degli organi artificiali, ebbe un ruolo attivo nel nascondere ricercati dal regime nazista attraverso falsi ricoveri o falsi certificati medici consentendo così la loro fuga.

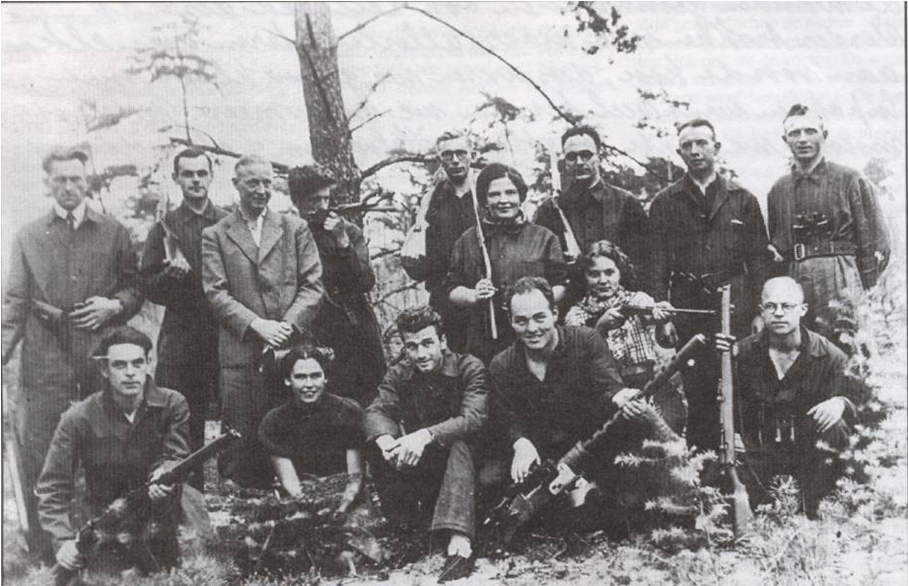
Un gruppo di partigiani olandesi nel 1944

La conformazione pianeggiante del Paese, la mancanza di zone selvagge e l'alta densità di popolazione fece sì che tutte le attività clandestine fossero difficilmente occultabili. Inoltre il Paese confinava tutto con territori controllati dalla Germania, non offrendo vie di fuga se non attraverso il mare. La resistenza poté svilupparsi nella forma di piccole cellule autonome con attività indipendenti. Il Partito Comunista fu il primo a organizzare la resistenza a partire dall'inizio della guerra. Lo stesso esempio fu seguito da personaggi di orientamento liberal democratico, i quali fondarono sotto il coordinamento di Willem Schermerhorn del governo dei Paesi Bassi in esilio, il Landelijke Knokploegen - KP (Gruppo d'Assalto). Questo fu uno dei più grandi gruppi della resistenza, arrivando a contare fino a 550 partecipanti attivi e per questo motivo diventò uno dei maggiori obiettivi dell'intelligence nazista. Il modus operandi di questo gruppo fu del tutto simile a quello degli altri, strutturato con piccoli gruppi senza connessioni con gli altri. Principalmente il gruppo si occupò di falsificazione di tessere annonarie e denaro, pubblicazione di giornali clandestini, sabotaggio di linee telefoniche e ferroviarie, compilazione di cartografia, attività di intelligence e distribuzione di cibo e altri generi di conforto. Dopo il 1942 la Landelijke Organisatie voor hulp aan onderduikers e il Knokploeg organizzarono un coordinamento nazionale e stabilirono contatti diretti col governo dei Paesi Bassi in esilio. Dopo lo sbarco in Normandia, il Knokploeg, l'Ordedienst e il Raad van Verzet unirono le loro forze sotto il comando del principe Bernardo.
In aggiunta a questi gruppi l'organizzazione finanziaria Nationaal Steun Fonds - NSF (Fondo Nazionale di Aiuto) raccoglieva denaro dal governo in esilio per finanziare le operazioni del LO e del KP. La principale figura del NSF fu il banchiere Walraven van Hall, le cui attività vennero scoperte dai nazisti, che lo fucilarono il 12 febbraio 1945 all'età di 39 anni.

## L'olocausto

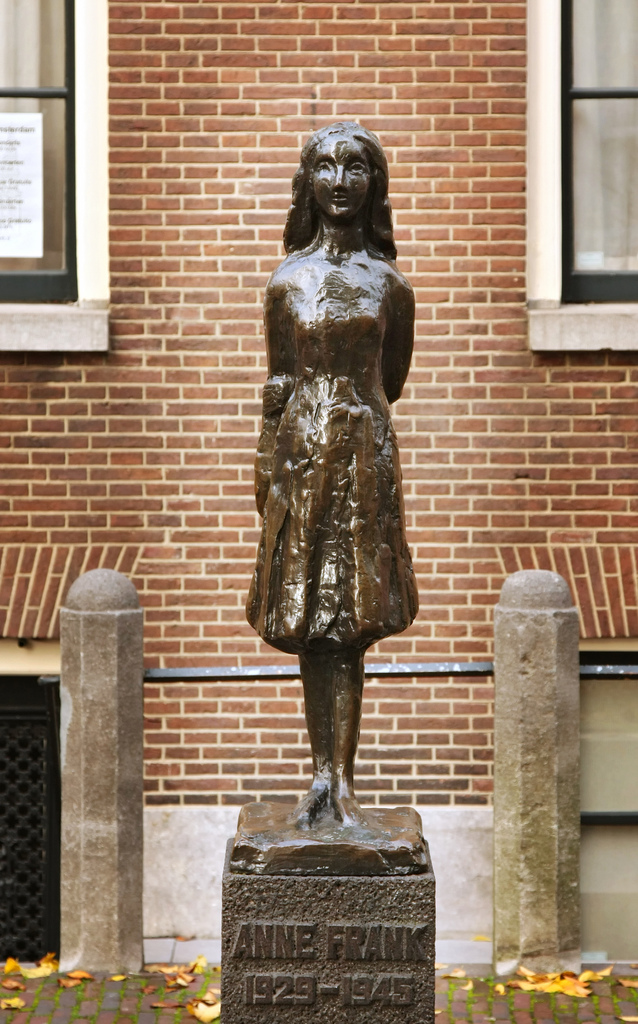
Statua situata ad Amsterdam dedicata ad Anna Frank

Subito dopo aver preso il potere, il regime militare cominciò a perseguitare gli ebrei dei Paesi Bassi. Nel 1940 il regime aveva messo in essere solo alcune restrizioni contro gli ebrei. I nazisti imposero il Judenrat (Consiglio ebraico) costituito da personalità di spicco della comunità ebraica. Il consiglio era responsabile del governo della comunità e si occupava dell'applicazione dei decreti delle autorità di occupazione, ponendosi come interlocutori tra la popolazione ebraica e i nazisti.
Le prime deportazioni iniziarono nel febbraio 1941, quando i nazisti deportarono un piccolo gruppo di ebrei olandesi nel campo di concentramento di Mauthausen-Gusen. La popolazione reagì con lo sciopero di febbraio, una protesta unica nei paesi occupati da nazisti. Anche se lo sciopero non sortì alcun risultato utile e i suoi promotori furono catturati e uccisi, questo fu un ostacolo non indifferente per Seyss-Inquart il quale aveva pianificato sia la deportazione degli ebrei, sia la conversione del popolo olandese alla causa nazista.
Nel 1942, presso Westerbork venne trasformato, quello che era un campo costruito dal governo olandese nel 1939 per rifugiati, principalmente ebrei, provenienti dalla Germania, dall'Austria, dalla Cecoslovacchia e dalla Polonia, nel primo campo di concentramento e transito dei Paesi Bassi. A questo seguirono la costruzione dei campi di concentramento e transito di Herzogenbusch e di Amersfoort. In questo ambito giocarono un ruolo fondamentale per la deportazione degli ebrei i collaborazionisti in generale, e la polizia olandese in particolare.
Dal gennaio del 1942 venne sancito l'obbligo per gli ebrei disoccupati di trasferirsi nella provincia di Drenthe e successivamente intere famiglie vennero trasportate nel campo di concentramento di Westerbork, da dove sarebbero partiti i treni diretti ai "campi di lavoro" in Germania; quando non venne raggiunto il numero stabilito, essi iniziarono a essere arrestati nelle loro case e migliaia di loro decisero di nascondersi: tra questi la famiglia di Anna Frank, la cui epopea fu narrata nel celebre diario. Quasi tutti gli ebrei che riuscirono a nascondersi furono in grado di farlo grazie all'aiuto di non-ebrei, i quali prestarono il loro aiuto a rischio della propria vita.
Nel maggio del 1942, agli ebrei fu imposto di essere riconoscibili indossando la stella di David. Nello stesso periodo la Chiesa cattolica dei Paesi Bassi condannò pubblicamente l'azione del governo attraverso una lettera letta a tutti i fedeli durante la messa domenicale. Successivamente il governo nazista iniziò a trattare gli olandesi più duramente imprigionando e deportando esponenti politici e preti cattolici, tra i quali anche beato Tito Brandsma.
Dei 140 000 ebrei che vivevano nei Paesi Bassi prima del 1940, solo 30 000 sopravvissero alla guerra. Di questi 4 700 furono quelli che fecero ritorno dai campi di concentramento, 16 000 quelli che sopravvissero dopo essersi nascosti, e i restanti quelli che riuscirono a fuggire.
Questo alto numero di vittime fu dovuto a diversi fattori. Uno di questi fu l'eccellente stato del registro civile dei Paesi Bassi il quale consentì ai nazisti di determinare con estrema facilità coloro i quali avevano discendenze ebraiche. Un altro fu determinato dal fatto che la maggioranza degli olandesi, ebrei e non, non credevano possibile che i tedeschi fossero capaci del genocidio di cui, successivamente, si sarebbero resi colpevoli, quindi nessuno pensò a fuggire per tempo.

## Le operazioni militari tedesche durante l'occupazione

### La Luftwaffe
La Luftwaffe aveva un interesse particolare sui Paesi Bassi, avendo designato il Paese a diventare la principale area per le basi aeree da cui attaccare la Gran Bretagna. I tedeschi iniziarono la costruzione di 10 cosiddetti Fliegerhorste, principali aeroporti militari, già a partire dal giorno dopo la resa formale olandese, 15 maggio 1940. Tali aeroporti avevano almeno 2 o 3 piste pavimentate, un collegamento ferroviario dedicato, grandi hangar riscaldati per la riparazione e la revisione degli aeromobili e degli impianti, ampi spazi di stoccaggio al coperto e all'aperto, e generalmente dormitori e strutture capaci di accogliere 2000-3000 uomini. Ciascun Fliegerhorst era dotato di piste ausiliarie e, al fine di trarre in inganno il nemico, spesso di un campo di aviazione fasullo, completo di aerei in compensato. Il più grande fu quello di Deelen, a nord di Arnhem. Adiacente all'aeroporto fu costruito il grande bunker chiamato Diogenes, facente le funzioni di comando aereo per il Belgio e i Paesi Bassi.
Dopo il primo anno di occupazione, la strategia offensiva dovette trasformarsi in strategia difensiva. Le battaglie aeree nei cieli dei Paesi Bassi sono costate la vita di 20 000 uomini, sia alleati sia tedeschi, e un totale di 6 000 aerei abbattuti.
I Paesi Bassi diventarono la prima linea di difesa occidentale della Germania, in particolare della regione industriale della Ruhr, dove si producevano in particolare i cannoni contraerei, e sistemi radar.

### Il vallo atlantico
Il vallo atlantico (in tedesco Atlantikwall) era un esteso sistema di fortificazioni costiere costruito dal Terzo Reich durante la seconda guerra mondiale, tra il 1940 e il 1944. Il progetto prevedeva che le fortificazioni si estendessero lungo tutte le coste dell'Europa nord-occidentale (dalla Norvegia fino alla Francia, includendo la costa dei Paesi Bassi), così da difendere le posizioni tedesche da possibili sbarchi Alleati. Alcune località, come ad esempio Scheveningen, furono totalmente evacuate. Nella sola città de L'Aia, per la costruzione del vallo furono demolite quasi 6 000 abitazioni mentre altre 20 000 dovettero essere abbandonate per un totale di 65 000 persone costrette a trovare una diversa sistemazione. I lavori forzati ai quali erano sottoposti gli olandesi, l'Arbeitseinsatz, includevano anche la realizzazione di questo progetto, ma, attraverso una forma di resistenza passiva, il lavoro fu di scarsa qualità e procedette molto lentamente.

### Le rampe di lancio dei V1 e V2
I V-1 e V-2, precursori dei missili balistici, furono utilizzati dai tedeschi durante le ultime fasi della seconda guerra mondiale, in particolare contro Gran Bretagna e Belgio. Alcune rampe di lancio furono collocate presso L'Aia, nel parco di Haagse Bos. L'artiglieria motorizzata nazista lanciò da L'Aia su Londra 1027 razzi V2; 79 fallirono al lancio e solo 600 raggiunsero Londra. Il 3 marzo 1945, la RAF, condusse un'operazione destinata alla distruzione di tali rampe ma, a causa di un errore nella lettura delle carte, cielo coperto ed errato calcolo del vento, sbagliarono clamorosamente obiettivo, seminando morte e distruzione nell'affollato adiacente quartiere di Bezuidenhout.

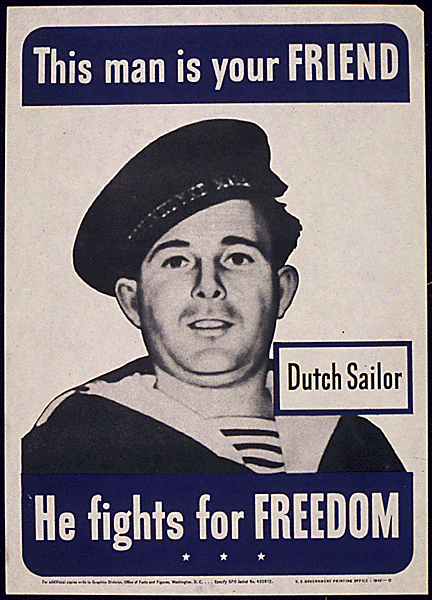
Marinaio dei Paesi Bassi raffigurato in un poster della propaganda Alleata pubblicato nel 1943

## La guerra in estremo oriente
L'Impero coloniale olandese rimase dalla parte degli Alleati non essendo questo coinvolto nella resa ai nazisti. Molte navi della Koninklijke Marine (la marina militare dei Paesi Bassi) si trovavano già presso i porti delle Indie orientali olandesi e molte di quelle che si trovavano nelle acque dei Paesi Bassi europei fuggirono alla volta del Regno Unito. L'8 dicembre 1941, come immediata conseguenza dell'attacco di Pearl Harbor, i Paesi Bassi dichiararono guerra al Giappone. Il 17 dicembre 1942, i giapponesi, che avevano già preventivamente schierato la 16ª Armata dell'Esercito imperiale giapponese e la Forza Sud della Marina imperiale giapponese, avviarono la campagna delle Indie orientali olandesi il cui obiettivo era assicurarsi le ricche risorse petrolifere e minerarie delle Indie orientali olandesi.

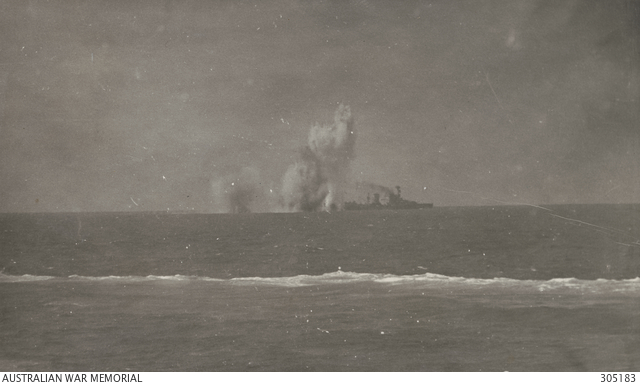
Bombe da aerei giapponesi cadono nei pressi dell'incrociatore leggero olandese HNLMS Java durante il combattimento, febbraio 1942

Le navi superstiti della Koninklijke Marine, nel frattempo, avevano formato, insieme agli Alleati, la flotta dell'American-British-Dutch-Australian Command - ABDA, comandata dall'Ammiraglio olandese Karel Doorman. Nei giorni 27 e 28 febbraio 1942, l'Ammiraglio Doorman ordinò l'offensiva contro la Marina imperiale giapponese. La flotta dell'ABDA si scontrò con la flotta giapponese nel mare di Giava. Durante la battaglia la flotta alleata soffrì grosse perdite: gli incrociatori leggeri Hr. Ms. Java e Hr. Ms. De Ruyter furono affondati insieme al cacciatorpediniere Hr. Ms. Kortenaer; gli altri incrociatori alleati, l'australiano HMAS Perth, il britannico HMS Exeter e lo statunitense USS Houston, cercarono di disimpegnarsi ma furono avvistate e affondate dai giapponesi nei giorni seguenti. Oltre a queste, molti altri cacciatorpediniere dell'ABDA andarono persi. La superiorità numerica e qualitativa delle navi e dei mezzi nipponici sbaragliò la disordinata resistenza dell'eterogenea flotta alleata.
Una volta che le truppe giapponesi raggiunsero Giava, il Koninklijk Nederlandsch-Indisch Leger - KNIL ("Esercito reale coloniale dei Paesi Bassi"), anche se supportato da truppe alleate non ne riuscì a fermare l'avanzata. Sull'isola si ebbero pochi scontri nei quali i giapponesi ebbero sempre la meglio grazie al numero e all'impiego di carri armati, dei quali gli Alleati erano completamente sprovvisti. Le forze alleate si arresero il 1º marzo 1942. La maggior parte dei militari furono imprigionati in campi di lavoro mentre altri passarono per le armi senza uno specifico motivo. Più tardi 90 000 civili e 40 000 militari olandesi furono catturati e inviati, chi nei campi di prigionia in Giappone, chi ai lavori forzati per la costruzione della ferrovia birmana, conosciuta anche come "ferrovia della morte", voluta dai giapponesi per sostenere le proprie truppe impegnate in Birmania.
Intanto giovani donne dei paesi occupati sotto il controllo imperiale giapponese, tra cui quelle delle Indie orientali olandesi, vennero prelevate dalle loro case o dai campi nelle quali erano già state imprigionate e, in molti casi, ingannate con promesse di lavoro in fabbriche o nell'ambiente della ristorazione. Una volta reclutate, venivano forzate alla prostituzione in qualità di comfort women in paesi a loro stranieri. Delle 200 000 donne fatte schiave sessuali dai giapponesi in quel periodo se ne contano 300 olandesi.

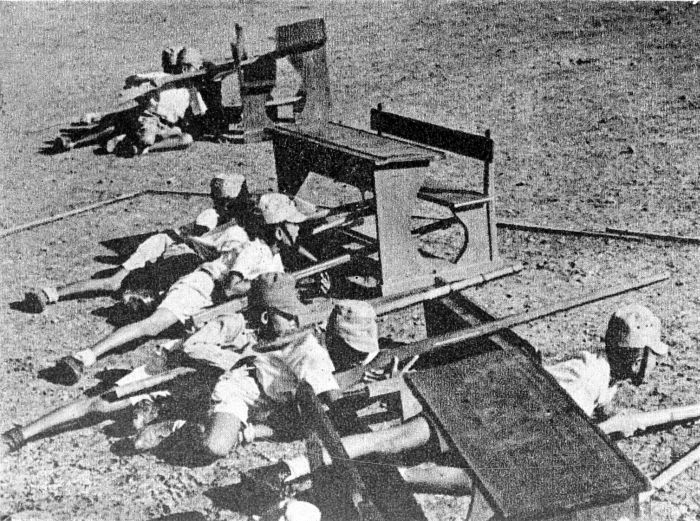
Giovani indonesiani addestrati dall'esercito imperiale giapponese

I sottomarini olandesi, che uscirono pressoché indenni dalla campagna delle Indie olandesi, dopo aver riparato nelle basi in Australia quali quelle del porto di Fremantle, ripresero la lotta con gli Alleati. A causa del notevole numero di sommergibili olandesi attivi in questo teatro, gli olandesi furono soprannominati il "Quarto Alleato" del teatro, trovandosi a operare con gli australiani, statunitensi e neozelandesi.
Molti piloti olandesi, principalmente provenienti dalla Militaire Luchtvaart van het Koninklijk Nederlandsch-Indisch Leger ML-KNIL ("Forza aerea del Reale esercito delle Indie orientali olandesi"), riuscirono a fuggire e, con aerei forniti dagli Stati Uniti, formarono quattro squadroni inquadrati nella Royal Australian Air Force. Solo due di essi furono effettivamente operativi durante il secondo conflitto mondiale: il 18th (Netherlands East Indies) Squadron RAAF equipaggiato con i bombardieri B-25 Mitchell, il 120th (Netherlands East Indies) Squadron RAAF, equipaggiato con i caccia P-40 Kittyhawk. Queste unità furono impegnate sia a difendere l'Australia dai giapponesi sia, più tardi, per la riconquista delle Indie orientali olandesi.
Gradualmente i Paesi Bassi ripresero il controllo su parte delle Indie orientali olandesi. La più grande invasione alleata di questo teatro avvenne nel luglio 1945 con lo sbarco australiano sull'isola del Borneo teso a riassumere il controllo dei pozzi di petrolio della zona. Nel frattempo però i giapponesi avevano già iniziato i negoziati per l'indipendenza dell'Indonesia con il Badan Penyelidik Usaha Persiapan Kemerdekaan Indonesia - BPUPK ("Movimento indipendentista nazionale dell'Indonesia") guidato da Sukarno. Questo movimento, organizzato inizialmente dai giapponesi, collaborò attivamente con le forze imperiali e in cambio ne venne tollerato lo sviluppo. Al momento della resa del Giappone, avvenuta il 15 agosto 1945, le forze indipendentiste indonesiane avevano sotto il proprio controllo considerevoli porzioni delle isole di Sumatra e Giava. Per i Paesi Bassi la guerra non si concluse trovandosi immediatamente coinvolti in un nuovo conflitto, la guerra d'indipendenza indonesiana, iniziata di fatto il 17 agosto 1945 quando fu proclamata l'indipendenza della Repubblica di Indonesia che vide fronteggiarsi i colonizzatori dei Paesi Bassi e il BPUPKI. Questo conflitto terminò solo il 27 dicembre 1949 col formale trasferimento di sovranità dell'Indonesia dai Paesi Bassi alla neonata repubblica.

## L'anno finale (1944-1945)

### Le operazioni militari

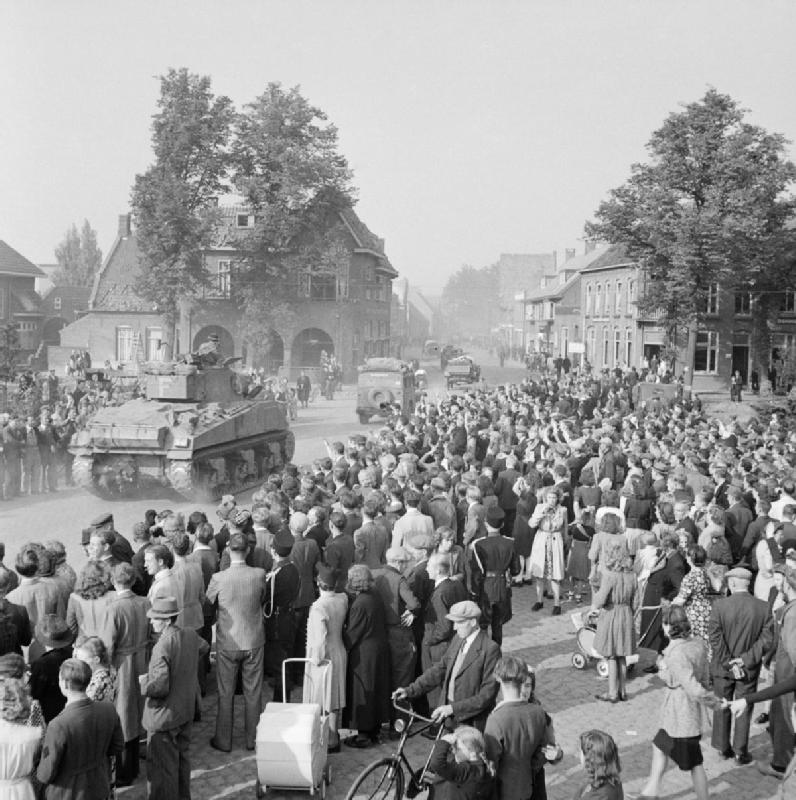
Carri armati britannici all'ingresso di Valkenswaard durante l'operazione Market Garden, settembre 1944

Dopo lo sbarco in Normandia del 6 giugno 1944, le truppe Alleate iniziarono una rapida avanzata verso il Belgio e i Paesi Bassi. A partire dal 17 settembre dello stesso anno, gli Alleati avviarono l'Operazione Market Garden, un tentativo di avanzata dal confine di Belgio e Paesi Bassi attraverso i fiumi Mosa, Waal e Reno per raggiungere il nord dei Paesi Bassi e la Germania. Comunque, non riuscendo a catturare il ponte sul Reno nella battaglia di Arnhem, le forze Alleate non raggiunsero l'obiettivo. Grazie però all'operazione Market Garden, gran parte del sud dei Paesi Bassi, incluse Nimega, Eindhoven e quasi tutto il territorio del Brabante settentrionale, furono liberate. La parte settentrionale dei Paesi Bassi rimase saldamente in mano tedesca fino a che, nel marzo 1945, gli Alleati riuscirono ad attraversare il Reno.
Parte dei Paesi Bassi meridionali non fu liberata con l'operazione Market Garden; tuttavia fu possibile stabilire un importante stretto corridoio tra Eindhoven e Nimega. Tra il settembre e il dicembre 1944, nella parte orientale del Brabante settentrionale e nel Limburgo, le forze statunitensi e britanniche, attraverso l'operazione Aintree riuscirono a spingere le rimanenti forze tedesche oltre la Mosa, annientando la testa di ponte situata tra la Mosa e le vaste pianure paludose di De Peel. Durante questa offensiva si tenne presso Overloon l'unica battaglia tra carri armati mai avvenuta sul territorio dei Paesi Bassi.
Allo stesso tempo gli Alleati erano riusciti ad avanzare nella provincia della Zelanda. All'inizio dell'ottobre 1944, i tedeschi occupavano ancora l'isola di Walcheren e, avendo il controllo del delta del Reno, della Mosa e della Schelda avevano anche il controllo totale del traffico diretto al porto di Anversa. La pressante necessità di approvvigionamenti per il porto di Anversa indusse la battaglia della Schelda, nel corso della quale la First Canadian Army combatté un mese al fine di liberare le vie di accesso al porto. Furono combattute aspre battaglie per la conquista della sacca di Breskens, di Woensdrecht e della penisola di Zuid-Beveland tra canadesi e paracadutisti e unità stomaco della Wehrmacht. Le unità tedesche composte da convalescenti venivano nominate non col nome della malattia ma col nome della parte del corpo afflitta dalla malattia. Le unità stomaco erano composte da soldati affetti da ulcera gastrica.

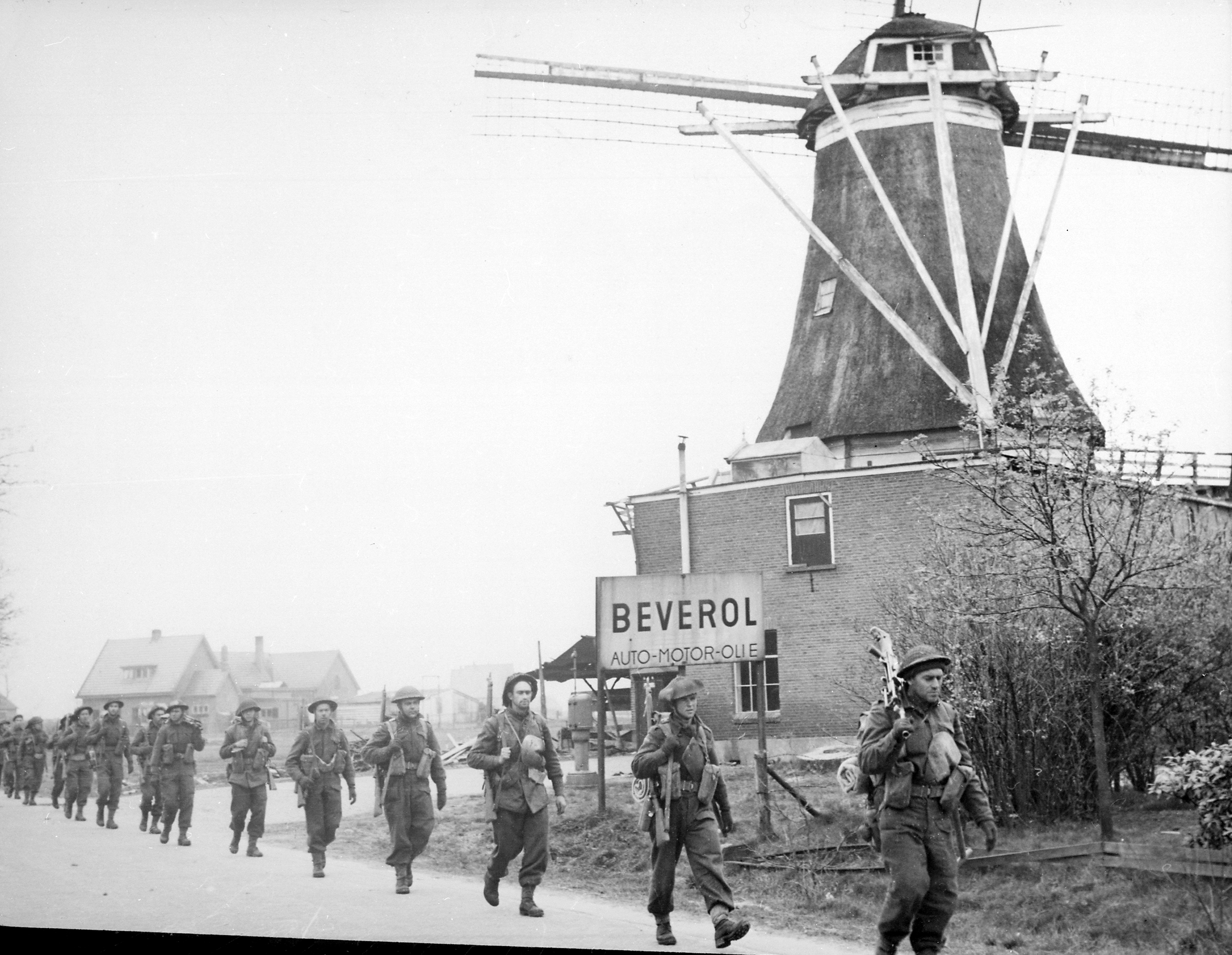
Truppe canadesi che passano un mulino a vento nei pressi di Rijssen-Holten, aprile 1945

Il 31 ottobre, la resistenza tedesca a sud della Schelda collassò, e due divisioni, una britannica e l'altra canadese, sferrarono l'attacco all'isola di Walcheren. La decisa risposta tedesca all'attacco fece diventare la presa dell'isola molto complicata. Gli Alleati decisero allora di bombardare le dighe di Westkapelle, Vlissingen e Veere provocando l'allagamento dell'isola. Nonostante gli alleati avessero avvertito i residenti attraverso il lancio di volantini, 180 abitanti di Westkapelle morirono per le inondazioni. L'artiglieria costiera di Walcheren tacque definitivamente all'inizio di novembre e la battaglia della Schelda fu dichiarata conclusa; non rimaneva un solo soldato tedesco negli oltre 100 km che separavano l'isola da Anversa.
Dopo lo sbarco in Normandia, la 1ª Divisione Corazzata polacca avanzando in direzione dei Paesi Bassi, liberò le coste del canale della Manica dai tedeschi. La divisione, comandata dal Generale Stanisław Maczek, fu artefice, tra l'altro, della liberazione delle città belghe di Ypres, Gand e Passchendaele. Con una brillante manovra pianificata da Maczeck, il 29 ottobre 1944 fu liberata la città di Breda senza che nessun civile fosse stato ucciso.
Nonostante l'avanzata degli Alleati, Hitler ordinò che la "Fortezza Olanda" (in tedesco Festung Holland) dovesse essere mantenuta a ogni costo.

### La popolazione civile
Il giorno di martedì 5 settembre 1944 ebbero luogo in tutti i Paesi Bassi manifestazioni di piazza in base alle voci che davano per imminente la fine dell'occupazione tedesca dei Paesi Bassi. In seguito, su esortazione del governo dei Paesi Bassi in esilio, conseguentemente agli eventi di piazza di quello che fu definito il martedì folle (Dolle Dinsdag), uno sciopero paralizzò le ferrovie del Paese. La protesta coinvolse 30 000 lavoratori del comparto e iniziò il 17 settembre 1944 e terminò il giorno della liberazione del Paese. La frase in codice utilizzata da Radio Oranje per dare il via allo sciopero fu: "De kinderen van Versteeg moeten onder de wol" (i figli di Versteeg devono andare a letto).

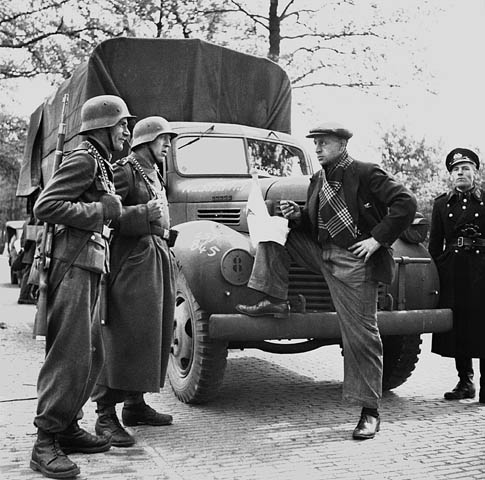
Soldati tedeschi a guardia di un camion canadese, con autista olandese, carico di provviste alimentari inviate dagli Alleati, 3 maggio 1945

Il blocco dei trasporti ferroviari fu fonte di notevoli problemi per i tedeschi nei Paesi Bassi, in quanto fermò quasi completamente gli approvvigionamenti da e per la Germania. Ma i tedeschi reagirono impedendo che il cibo, il carbone e gli altri combustibili, destinati alle province occidentali dei Paesi Bassi abitate allora da circa 4,5 milioni di persone, fossero trasportati nelle città, causando nel periodo immediatamente successivo, in quello che fu chiamato Hongerwinter (inverno della fame), la morte per stenti di circa 18 000 persone. Furono inoltre confiscati i macchinari industriali e i mezzi di trasporto, e solo nell'aprile del 1945, poche settimane prima della liberazione del Paese, agli Alleati fu consentito di inviare ai Paesi Bassi rifornimenti di cibo. In particolare, la Croce Rossa svedese si fece promotrice del lancio da aereo di sacchi di farina destinati alla popolazione affamata in quella che viene ricordata come operazione manna. Il sacrificio di così tante persone si rivelò fondamentale nel prosieguo della guerra in quanto, anche se la popolazione era stata ridotta alla fame, per contro, le truppe Alleate si trovarono a combattere di fronte a un esercito tedesco indebolito dalla limitatezza di supporto logistico, rivelandosi, questo, decisivo nella fase finale dei combattimenti.

## La resa tedesca e la liberazione

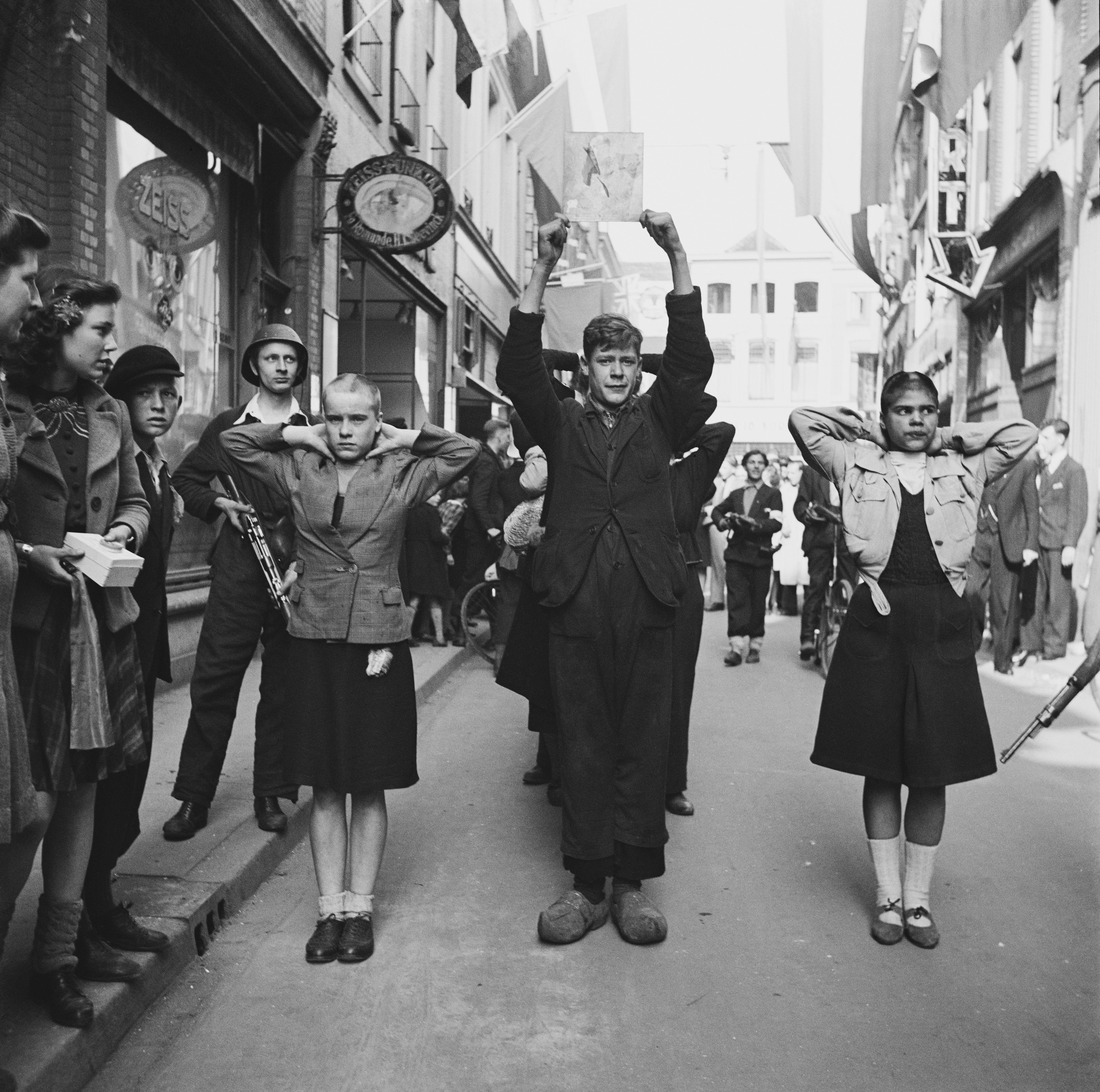
Membri dell'NSB e moffenmeiden circondati e umiliati per strada

Il 13 marzo 1945 la regina Guglielmina tornando dall'esilio, entrò nei Paesi Bassi a Eede, trovando alloggio temporaneo a Cadzand.
Nella primavera del 1945, riprese l'avanzata degli Alleati. La città di Groninga, difesa da un nocciolo duro di uomini delle SS, sia olandesi sia tedeschi, fu liberata dopo tre giorni di intensa battaglia. Nel frattempo, più a sud gli Alleati si erano spinti fino alla regione del Veluwe. Il Reno fu attraversato consentendo all'ala sinistra degli Alleati di liberare i Paesi Bassi orientali. Nei giorni dal 23 aprile al 2 maggio 1945, intorno alla città portuale Delfzijl, tra la 5ª divisione corazzata canadese e l'esercito tedesco, si svolse un feroce combattimento, che sarebbe stato uno degli ultimi.
Sull'isola di Texel, quasi 800 uomini della Georgische Legion (legione georgiana), combattenti per la Wehrmacht inquadrati nell'Ost-Bataillon, il 5 aprile 1945 si ribellarono ai tedeschi. La loro ribellione fu soffocata dai tedeschi dopo due settimane di battaglia. 565 georgiani, 120 abitanti di Texel e 800 tedeschi morirono. I 228 georgiani sopravvissuti, alla fine della guerra, subirono un rimpatrio forzato in Unione Sovietica.

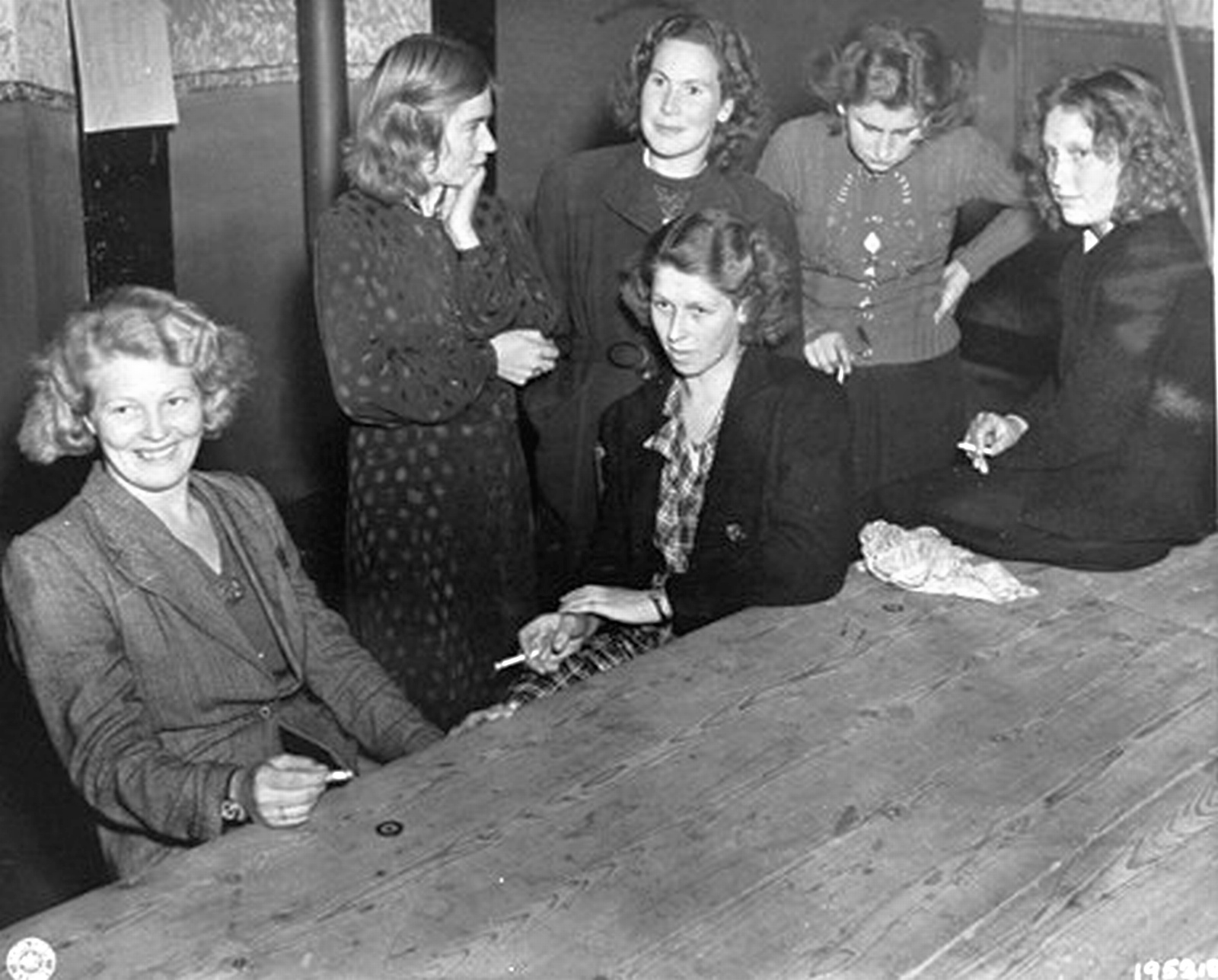
Un gruppo di moffenmeiden arrestate dalla resistenza in attesa del proprio destino

Il 4 maggio 1945, l'ammiraglio tedesco Von Friedeburg, manifestò al generale britannico Montgomery l'intento di sottoscrivere la resa delle forze tedesche di stanza nei Paesi Bassi, nel nord-ovest della Germania e nella Danimarca. Il giorno successivo fu quello deciso per la sottoscrizione degli accordi. Alla presenza del generale canadese Charles Foulkes e del principe Bernardo, presso l'Hotel De Wereld a Wageningen, fu convocato il comandante tedesco Johannes Blaskowitz per negoziare la capitolazione. Blaskowitz chiese 24 ore di riflessione. Il giorno dopo Blaskowitz e i suoi interlocutori si ritrovarono presso un casolare abbandonato a Nude, poco distante da Wageningen, dove venne sottoscritta la resa così come era stata compilata il giorno prima. La definitiva resa della Germania nazista avverrà due giorni dopo.

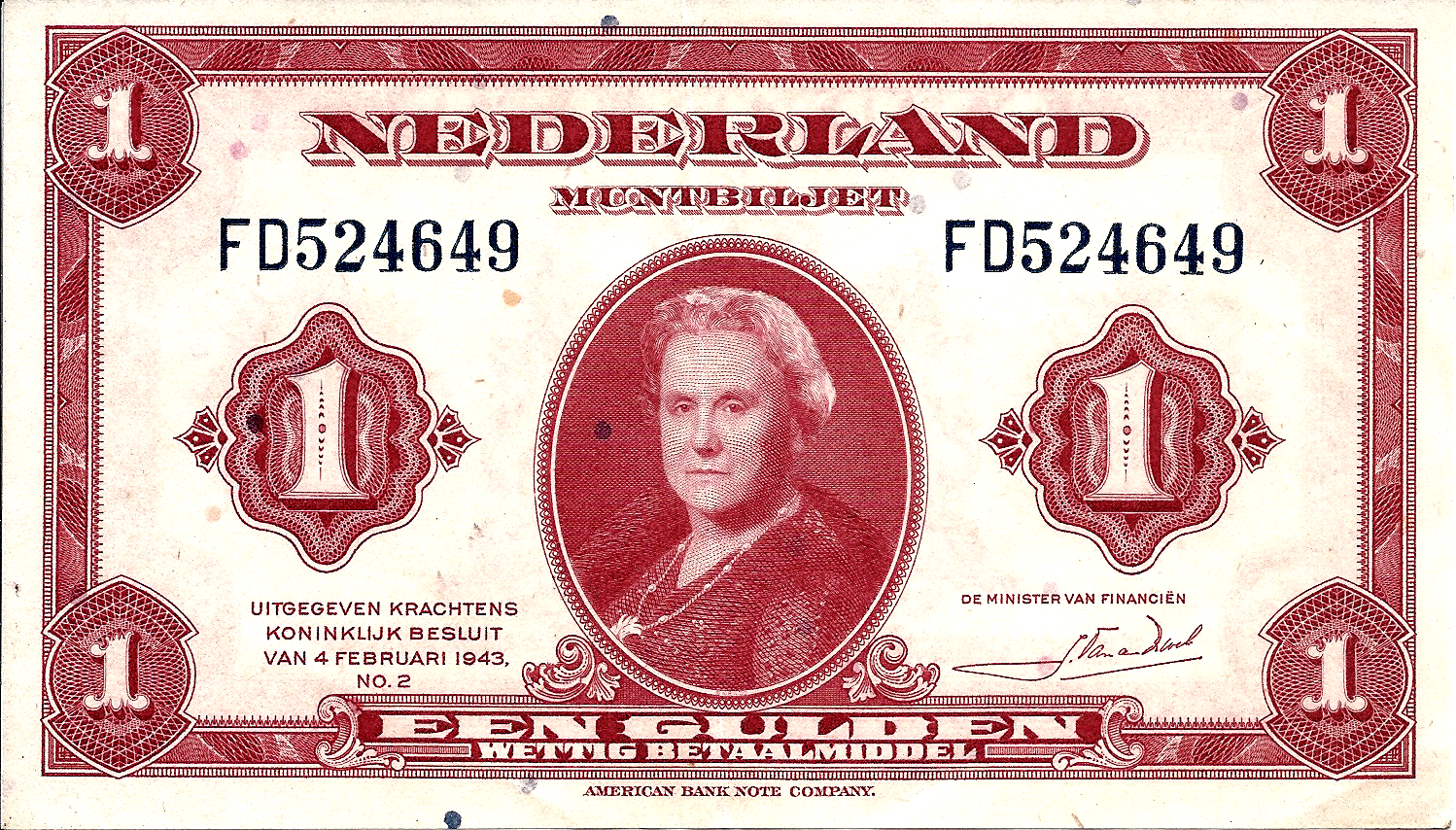
Fiorino olandese stampato negli Stati Uniti per conto del governo dei Paesi Bassi e destinato ai territori liberati

Subito dopo la liberazione la i cittadini olandesi furono immediatamente in grado di far funzionare le istituzioni civili. I casi di collaborazionismo più grave furono perseguiti per legge, provocando l'arresto e la condanna dei loro autori. Gli altri collaborazionisti, gli iscritti all'NSB e le donne e ragazze che avevano avuto relazioni con gli occupanti tedeschi, chiamate Moffenmeiden, subirono abusi e umiliazioni pubbliche. A tali donne, molto spesso, furono rasati i capelli e la pelata fu dipinta di arancione, talvolta con una svastica sopra.
La seconda guerra mondiale ha lasciato considerevoli tracce nella società olandese. Il 4 maggio, il giorno del ricordo dei morti, i Paesi Bassi commemorano le vittime della seconda guerra mondiale e di tutte le altre guerre. Una delle più suggestive e partecipate cerimonie si svolge presso Waalsdorpervlakte, uno spazio aperto nell'area delle dune di Meijendel nei pressi de L'Aia, dove durante il corso di tutta la guerra, più di 250 membri della resistenza olandese furono uccisi dai nazisti.